# Bajos de Mimiahua
Bajos de Mimiahua är en ort i Mexiko.   Den ligger i kommunen Catemaco och delstaten Veracruz, i den sydöstra delen av landet, 400 km öster om huvudstaden Mexico City. Bajos de Mimiahua ligger 347 meter över havet och antalet invånare är 257. Den ligger vid sjön Laguna Catemaco.
Terrängen runt Bajos de Mimiahua är huvudsakligen kuperad, men åt nordväst är den platt. Runt Bajos de Mimiahua är det ganska tätbefolkat, med 83 invånare per kvadratkilometer. Närmaste större samhälle är Catemaco, 7,8 km nordväst om Bajos de Mimiahua. 